# 和渕車站
和渕車站（日语：／ Wabuchi eki */?）是東日本旅客鐵道（JR東日本）氣仙沼線沿線一個無人管理的鐵路車站，位於宮城縣石卷市。

## 車站結構
側式月台1面1線的地面車站。小牛田站管理的無人站。

## 历史
- 1968年（昭和43年）10月24日－日本國有鐵道（日本國鐵）和渕車站開業，當時屬柳津線的車站。
- 1977年（昭和52年）12月11日－氣仙沼線柳津－本吉段開通，連接柳津線。本站與其他柳津線車站併入氣仙沼線。
- 1987年（昭和62年）4月1日－國鐵分割民營化，本站由JR東日本接手經營。

## 相鄰車站
東日本旅客鐵道
■氣仙沼線
前谷地－和渕－篦岳

## 外部連結
- JR東日本－和渕車站（页面存档备份，存于）（日語）